# Not Afraid
"Not Afraid" é uma canção do rapper norte-americano Eminem, lançada como single de estréia de seu álbum Recovery. O single foi produzido por Boi-1da. A canção foi lançada em 29 de abril de 2010 na Shade 45. A canção debutou na Billboard Hot 100 em primeiro lugar até o 22 de maio de 2010, tornando-se a décima-sexta canção na história da Billboard a estrear em n° 1 e apenas o segundo single de rap a debutar em primeiro.

## Sucesso comercial
A canção vendeu 380,000 downloads digital na primeira semana de lançamento e se tornou a décima-sexta canção na história da Billboard Hot 100 a estrear logo na primeira posição. "Not Afraid" é apenas o segundo single de hip hop a debutar em N° 1 depois de "I'll Be Missing You" de Puff Daddy e Faith Evans da 112. Digitalmente, é a quarta canção a vender mais rápido, atrás de "Right Round" de Flo Rida, "Boom Boom Pow" do Black Eyed Peas e de "Crack a Bottle", que foi uma colaboração de Eminem com Dr. Dre e com 50 Cent.

## Faixas
| Download single |              |              |         |  |
| N.º             | Título       | Produtor(es) | Duração |  |
| 1.              | "Not Afraid" | Boi-1da      | 4:10    |  |

| CD single |                                 |              |         |  |
| N.º       | Título                          | Produtor(es) | Duração |  |
| 1.        | "Not Afraid" (versão normal)    | Boi-1da      | 4:14    |  |
| 2.        | "Not Afraid" (versão explicita) | Boi-1da      | 4:11    |  |

### Posições
| Tabelas musicais (2010) | Melhor posição |
| ----------------------- | -------------- |
| Billboard Hot 100       | 1              |
| Billboard Digital Songs | 1              |
| Canadá Hot 100          | 1              |
| Irlanda Singles Chart   | 3              |
| UK Singles Chart        | 2              |
| Nova Zelândia Top 40    | 8              |
| Mundo Singles Top 40    | 1              |